# Andreas Holm Jensen
Andreas Holm Jensen (født 7. december 1988) er en dansk fodboldspiller, der spiller for Helsingør.
Han har en lillebror, Kristian Holm Jensen, der også spiller divisionsfodbold.

## Karriere
Jensen skiftede fire år inden skiftet til FC Helsingør fra Tuse Boldklub til Nordvest FC (nu Holbæk B&I) som ungdomsspiller. Her spillede han 102 kampe og scorede tre mål og var anfører for holdet. Kontrakten med Nordvest FC blev i maj 2013 forlænget.
Den 28. juni 2014 skiftede Jensen som 25-årig til FC Helsingør, hvor han skrev under på en toårig kontrakt. Han blev i sin første sæson i klubben kåret som årets spiller.
Han forlængede den 23. januar 2016 sin kontrakt med klubben med to år, således parterne har papir på hinanden frem til sommeren 2018.

## Personlige forhold
Han blev i juni 2015 uddannet som lærer.